# Jaroslav Skobla
Jaroslav Skobla (16. dubna 1899 – 22. listopadu 1959) byl český a československý vzpěrač. Získal bronzovou medaili v těžké váze na olympiádě v Amsterdamu a stal se ve stejné kategorii olympijským vítězem v Los Angeles. Porazil svého krajana Václava Pšeničku, který získal stříbro.
Pracoval jako strážník. Původně pěstoval zápas, vzpírat začal ve svých devatenácti letech. Byl otcem koulaře a úspěšného olympionika Jiřího Skobly. Po válce pracoval jako účetní a vyhazovač. Zemřel 22. listopadu 1959 na rakovinu plic.